# فرودگاه شهرستان راکینگهام
فرودگاه راکینگهام کانتی (به انگلیسی: Rockingham County NC Shiloh Airport) یک فرودگاه همگانی بهره‌برداری هوایی است که یک باند فرود آسفالت دارد و طول باند آن ۱۵۸۵ متر است. این فرودگاه در شهر ریدزویل، کارولینای شمالی کشور ایالات متحده آمریکا قرار دارد و در ارتفاع ۲۱۲ متری از سطح دریا واقع شده است.